# Борис Годунов (замысел Достоевского)
«Борис Годунов» — задуманное, но впоследствии уничтоженное раннее произведение русского писателя XIX века Фёдора Михайловича Достоевского.
Драму «Борис Годунов» Фёдор Михайлович начинал писать вместе с драмой «Мария Стюарт» ещё во время учёбы в Главном инженерном училище в 1841—1842 годах. Современники позже вспоминали, что отдельные отрывки из задуманной драмы будущий писатель читал 16 февраля 1841 года перед отъездом старшего брата Михаила Михайловича Достоевского в Нарву. Врач и друг писателя Александр Егорович Ризенкампф писал, что сначала Достоевский задумывал «Марию Стюарт», потом отложил и «усердно принялся за „Бориса Годунова“, также оставшегося незаконченным».
5 февраля 1881 года младший брат писателя Андрей Михайлович Достоевский в письме к Алексею Сергеевичу Суворину сообщал, что драму «Борис Годунов» Фёдор Михайлович написал ещё в 1842 году. Младшему брату даже удавалось тайком читать произведение по мере написания: «Автограф лежал часто у него на столе, и я — грешный человек — тайком от брата нередко зачитывался с юношеским восторгом этим произведением. На позднейший вопрос: „Сохранилась ли, брат, эта рукопись?“, он ответил только, махнув рукой: „Ну, полно! Это… это детские глупости!“».
По мнению исследователей творчества Достоевского, писатель рассчитывал найти новый подход к классическому сюжету. С одной стороны, Фёдор Михайлович мог попытаться самостоятельно разработать характер Бориса Годунова, совпадающий или противоречащий разработанному Пушкиным образу. С другой стороны, исследователи полагали, что заинтересовавшийся проблемой психологии власти писатель мог попробовать изобразить противоборство Бориса Годунова и царевича Дмитрия. Литературовед Михаил Алексеев обращал внимание на тот факт, что «три первых драматических опыта Достоевского созданы были под знаком тех же литературных симпатий, которым он остался верен всю жизнь».